# Зоран Рајовић
Зоран Рајовић (Винковци, 28. октобар 1979) je српски фудбалски тренер и бивши фудбалер.

## Каријера
Рајовић је рођен 1979. у Винковцима где је и научио прве фудбалске кораке, од оца Милорада који је тада играо за винковачки Динамо. Након тога се преселио у Нови Сад и приступио Војводини у којој је са седамнаест година дебитовао у Првој лиги Југославије, а са деветнаест је отишао у Бугарску где је играо за Берое. Требало је да потпише уговор са Литексом, али га је повреда колена, која га је од терена одвојила на осам месеци, спречила да заигра за њих.
Након опоравка од повреде отишао је пола године у Кину, у клуб Далијан шиде, па се опет вратио у Војводину, а затим у јесен 2002. дошао у ФК Гласинац Соколац. Пре почетка сезоне 2004/05 Премијер лиге БиХ, као један од најбољих нападача Премијер лиге БиХ долази у ХШК Зрињски Мостар. Већ у првим утакмицама Рајовић се показао као право појачање и постао љубимац навијача. Исте сезоне са Зрињским осваја титулу Премијер лиге БиХ, а проглашен је најбољим играчем и стрелцем лиге. Такође је проглашен најбољим играчем Зрињског па је од навијача добио трофеј „Филип Шуњић - Пипа”.
Након одличне сезоне у Зрињском, Рајовић одлази у Израел где игра за Ашдод и за Хапоел Кфар Сабу, а након тога одлази у грчки Етникос.
У редове Зрињског се враћа на почетку 2007. године. Повратком миљеника навијача Рајовића у редове Зрињског нагло је порастао апетит навијачима, који су се надали освајању титуле. Ипак од титуле није било ништа, а Рајовић је ипак оправдао свој долазак у Зрињски. У сезони 2007/08, Рајовић је са Зрињским освојио Ногометни куп Босне и Херцеговине, а након завршетка те сезоне, његов уговор са Зрињским је истекао и из Мостара је отишао као слободан играч.
Завршио је играчку каријеру играјући за канадски ФК Скарборо који је упоредо и тренирао.